# 투자가
투자가(投資家)는 주식이나 채권 · 파생상품 · 부동산 · 통화 · 상품 등에 투자하는 개인 또는 법인을 말한다. 투자자(投資者)라고 부르기도 한다.

## 유동자산

### 기관

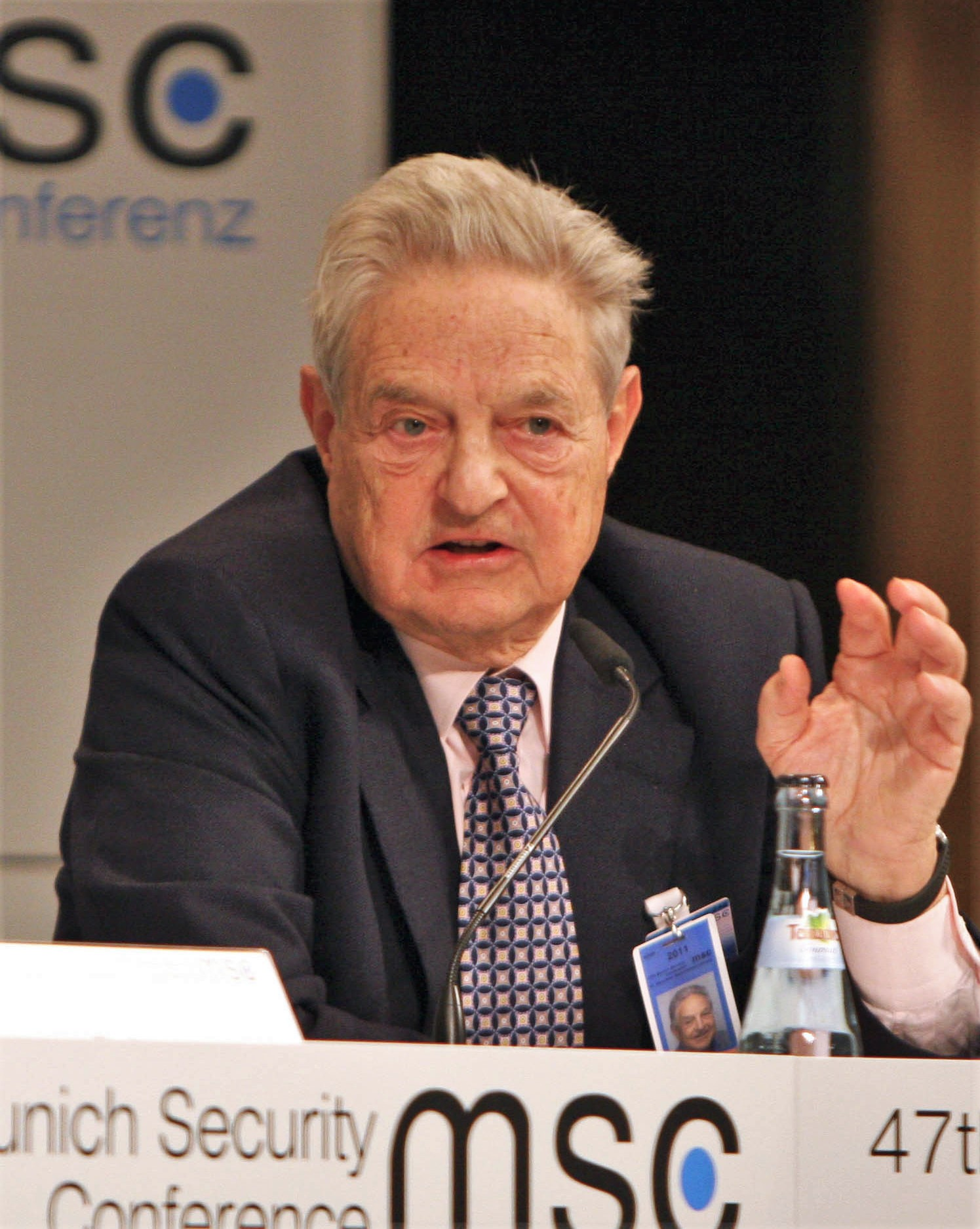
2011년 Munich Security Conference에 참석한 조지 소로스

투자업계에서는 주식이나 채권, 파생상품 등 유동성 자산에 투자하는 법인을 속칭 '기관(機關)'이라고 부른다. 그리고 그 법인에 속하여 투자 행위를 하는 사람을 '기관투자자'라고 부른다.
기관이란 구체적으로는 증권사, 보험사, 투신사, 은행, 종금, 기금, 사모펀드 등을 의미한다. 투자 주체를 기관으로 부르는 것은 대체로 증권이나 파생상품 등 유동자산에 투자할 경우에 한한다. 일반적으로 부동산에 투자하는 경우에는 그 주체를 특정한 명칭으로 부르지 않는다.
기금이란 공적인 목적을 가지고 다수에게서 돈을 모아 투자하는 국민연금과 같은 단체이다. 또한 수수료를 받고 고객의 자산을 대리로 투자하여 운용해주는 일을 자산운용업이라 한다.
자산운용업계에서 유명한 인물로는 월스트리트의 영웅으로 불리는 피터 린치와 제시 리버모어, 환투기로 유명한 조지 소로스, 수학 알고리즘에 의한 프로그램매매로 유명한 제임스 사이먼스 등이 있다. 대한민국에서는 선물 투자 부문의 윤강로, 파생시장의 성필규 등이 자산운용업계에서 잘 알려져 있다.

### 개인투자자
개인투자자란 법인에 소속되지 않고 유동성 자산 및 부동산 등에 투자하는 개인을 말한다. 투자업계에서는 주식이나 파생상품 등을 매매하는 개인을 속칭 '개미'라고 지칭하기도 한다.
국제적으로 유명한 개인투자자로는 워런 버핏, 앙드레 코스톨라니, 고레카와 긴조, 그리고 BNF라는 예명으로 더 잘 알려진 고테가와 다카시 등이 있다. 대한민국에서는 한때 안랩의 2대주주였던 원종호, 현대약품의 1대주주였던 박성득, 삼천리자전거의 대주주였던 김정환, 선물·옵션 분야의 선경래 등이 대중에 알려져 있는 개인투자자이다. 증권가에서는 이와 같이 수십억원 이상의 많은 자금을 투자하는 개인투자자를 속칭 '슈퍼개미'라고도 부른다.

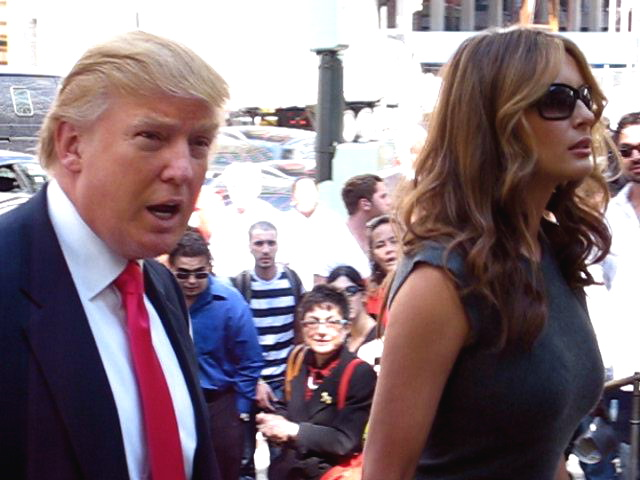
도널드 트럼프 부부

## 부동산
세계적으로 유명한 부동산 투자자로는 도널드 트럼프, 리카싱 등이 있다. 대한민국의 유명한 부동산 투자자로는 임대주택사업으로 막대한 부를 축적한 이중근 부영그룹 회장을 비롯, YG엔터테인먼트의 설립자로 잘 알려진 양현석, 전직 농구선수로 잘 알려진 서장훈 등이 있다.